# Vraneša
Vraneša (en serbe cyrillique : Вранеша) est un village de Serbie situé dans la municipalité de Nova Varoš, district de Zlatibor. Au recensement de 2011, il comptait 410 habitants.

## Démographie

### Évolution historique de la population
| 1948 | 1953 | 1961  | 1971 | 1981 | 1991 | 2002 | 2011 |
| ---- | ---- | ----- | ---- | ---- | ---- | ---- | ---- |
| 446  | 526  | 1 316 | 552  | 524  | 452  | 485  | 410  |

|  |